# (I Love) Lucy
«(I Love) Lucy» (укр. (Я люблю) Люсі) — сингл Альберта Кінга, випущений на лейблі Stax Records в 1968 році. У тому ж році пісня посіла 46 місце в хіт-параді R&B Singles журналу Billboard.